# Amir Abdelhamid
Amir Abdelhamid (tiếng Ả Rập: أمير عبد الحميد) (sinh ngày 24 tháng 4 năm 1979) là một cầu thủ bóng đá người Ai Cập. Anh thi đấu ở vị trí thủ môn cho câu lạc bộ Ai Cập Wadi Dela FC. Anh khởi đầu sự nghiệp ở El-Ahly và trở thành thủ môn đầu tiên sau Essam El-Hadary đến FC Sion vào ngày 21 tháng 2 năm 2008. Anh thể hiện sự xuất sắc trong mỗi trận anh thi đấu. Vì vậy các bình luận viên Ai Cập nói rằng anh nên đợi cơ hội, và sẽ trở thành thủ môn của đội tuyển quốc gia Ai Cập. Amir từng được xem là thủ môn thứ ba của đội tuyển quốc gia.
Amir thi đấu 10 minutes cùng với Al-Ahly trước Internacional của Brazil trong trận bán kết của Giải bóng đá Cúp câu lạc bộ thế giới 2006, và toàn bộ trận tranh hạng ba với Club América của México.
Ngày 15 tháng 5 năm 2008, Amir lần đầu tiên được lựa chọn vào Ai Cập tham dự vòng loại Giải vô địch bóng đá thế giới.